# Лаура Біспурі
Лау́ра Біспурі́ (італ. Laura Bispuri; нар. 1977, Рим, Італія) — італійська кінорежисерка та сценаристка.

## Біографія
Лаура Біспурі народилася в 1977 році в Римі, Італія. Вивчала виконавські мистецтва в Римському університеті ла Сап'єнца, отримавши ступінь магістра мистецтв.
У 2010 році фільм Біспурі «Перебіг часу» був відзначений італійською національної кінопремію «Давид ді Донателло» як найкращий короткометражний фільм. За іншу короткометражку, «Biondina» (2010), Лаура отримала премію Італійського національного синдикату кіножурналістів «Срібна стрічка» як «Найкращий новий талант».
У 2015 році Лаура Біспурі дебютувала повнометражним фільмом «Клятвена незаймана» з Альбою Рорвахер у головній ролі. Стрічка була відібрана для участі в конкурсі 65-го Берлінського міжнародного кінофестивалю та взяла участь у низці інших міжнародних кінофорумыв, здобувши там кілька нагород.
Другий повнометражний фільм Лаури Біспурі «Дочка моя» (2018) за участю Валерії Голіно та Альби Рорвахер був відібраний для участі в конкурсній програмі 68-го Берлінського МКФ 2018 року.

## Фільмографія
| Рік  |     | Назва українською  | Оригінальна назва | Режисер | Сценарист |
| ---- | --- | ------------------ | ----------------- | ------- | --------- |
| 2010 | к/м |                    | Salve Regina      | Так     |           |
| 2010 | к/м | Перебіг часу       | Passing Time      | Так     |           |
| 2010 | к/м |                    | Biondina          | Так     | Так       |
| 2015 |     | Клятвена незаймана | Vergine giurata   | Так     | Так       |
| 2018 |     | Дочка моя          | Figlia mia        | Так     | Так       |

## Визнання
| Рік                                             | Категорія                                         | Фільм              | Результат    |
| ----------------------------------------------- | ------------------------------------------------- | ------------------ | ------------ |
| Премія «Давид ді Донателло»                     |                                                   |                    |              |
| 2010                                            | Найкращий короткометражний фільм                  | Перебіг часу       | Перемога     |
| 2015                                            | Найкращий новий режисер                           | Клятвена незаймана | Номінація    |
| Премія «Срібна стрічка»                         |                                                   |                    |              |
| 2011                                            | Новий талант                                      | Biondina           | Перемога     |
| 2015                                            | Найкращий новий режисер                           | Клятвена незаймана | Номінація    |
| Берлінський міжнародний кінофестиваль           |                                                   |                    |              |
| 2011                                            | Золотий ведмідь                                   | Клятвена незаймана | Номінація    |
| 2011                                            | Найкращий перший фільм                            | Клятвена незаймана | Номінація    |
| 2011                                            | Премія Teddy                                      | Клятвена незаймана | Номінація    |
| 2018                                            | Золотий ведмідь                                   | Дочка моя          | В очікуванні |
| Стокгольмський міжнародний кінофестиваль        |                                                   |                    |              |
| 2015                                            | Бронзовий кінь за найкращий фільм                 | Клятвена незаймана | Номінація    |
| Кінофестиваль «Трайбека»                        |                                                   |                    |              |
| 2015                                            | Приз журі за найкращий художній фільм             | Клятвена незаймана | Номінація    |
| 2015                                            | Приз Нори Ефрон                                   | Клятвена незаймана | Перемога     |
| Міжнародний кінофестиваль у Сан-Франциско       |                                                   |                    |              |
| 2015                                            | Приз «Золоті ворота» найкращому новому режисерові | Клятвена незаймана | Перемога     |
| 2015                                            | Приз новим режисерам                              | Клятвена незаймана | Перемога     |
| Гонконзький міжнародний кінофестиваль           |                                                   |                    |              |
| 2015                                            | Золота жар-птаха — Молоде кіно                    | Клятвена незаймана | Перемога     |
| 2015                                            | Приз ФІПРЕССІ                                     | Клятвена незаймана | Номінація    |
| Київський міжнародний кінофестиваль «Молодість» |                                                   |                    |              |
| 2015                                            | Премія «Сонячний зайчик»                          | Клятвена незаймана | Перемога     |